# 楊應元
楊應元（1511年—？），字伯仁，陝西群牧所籍浙江紹興府蕭山縣人，明朝政治人物、進士出身。

## 生平
嘉靖十九年（1540年）庚子科陝西鄉試第四十六名舉人。嘉靖二十三年（1544年），登會試第一百名，第三甲第一百七十六名進士。授登州府推官，改開封府推官。

## 家族
曾祖父楊孟清；祖父楊完；父親楊[王處]。母胡氏。慈侍下。兄應嵩、應宿。弟楊芥。